# Hendrik Petrus Berlage
Hendrik Petrus Berlage (né le 21 février 1856 à Amsterdam et mort le 12 août 1934 à La Haye) est un architecte néerlandais.

## Biographie
Après avoir échoué à l'examen d'entrée de l'école des beaux-arts, il étudie l'architecture à l'ETH de Zurich sous la direction de Gottfried Semper de 1875 à 1878.
Son travail le plus célèbre est la Bourse d'Amsterdam inauguré en 1903, mais il a aussi réalisé le musée municipal de La Haye, ouvert un an après sa mort en 1935.
Son travail se rapproche de l'Art nouveau dans l'utilisation apparente des nouveaux matériaux comme le fer pour les bâtiments, mais il est plus proche du style allemand (Jugendstil) ou viennois (Sezessionstil) de l'Art nouveau que du style français ou belge.
Il a aussi conçu des meubles qu'il vendait dans une boutique à Amsterdam, créée avec J. van den Bosch : « Het Binnenhuis ». Elle fut un pivot du Nieuwe Kunst, la déclinaison hollandaise de l'Art nouveau. De nombreux artistes influents y travaillèrent.
Il a été le père du mouvement de l'École d'Amsterdam dans un style expressionniste (considéré aujourd'hui comme ayant joué un rôle important dans la modernité). Il a également été à l'origine de développement du sud de la ville d'Amsterdam, au travers de la mise en place du Plan Zuid entre 1917 et 1925.

## Hommage
- Un des cratères de la lune porte le nom de son fils homonyme l'astronome Hendrik Petrus Berlage, junior.

## Œuvres
- Bourse d'Amsterdam
- Musée municipal de La Haye
- Musée Kröller-Müller, la partie St. Hubertusslot
- Pont Berlage (un pont à Amsterdam)